# El pequeño lord
El pequeño lord (Little Lord Fauntleroy) es una
novela infantil de la autora angloestadounidense
Frances Hodgson Burnett. Fue publicada por entregas
en la revista infantil St.  Nicholas Magazine desde noviembre de 1885 hasta octubre de 1886, y a continuación en forma de libro por Charles Scribner's Sons.